# Aseptik

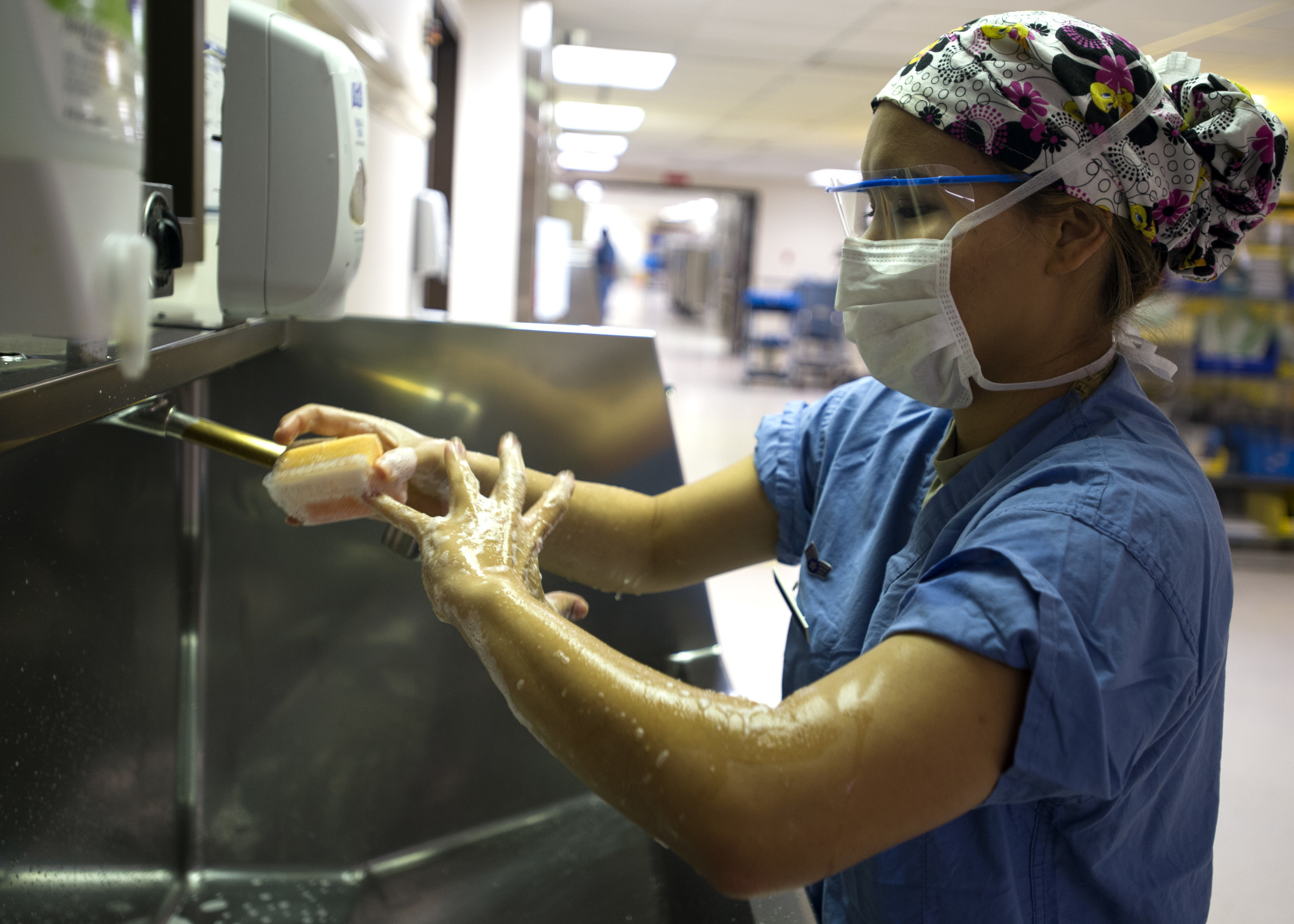
Noggrann handtvättning före operation.

Aseptik syftar till att förhindra uppkomsten av sjukdomsframkallande mikroorganismer, till exempel genom rengöring och sterilisering. Ett aseptiskt arbetssätt innebär att man bevarar det rena rent och det sterila sterilt. Till exempel att man inte med orena händer tar i rent material och kontaminerar det.
Aseptik syftar till att förhindra uppkomsten av mikroorganismer till skillnad från antiseptik som syftar till att bekämpa redan befintliga mikroorganismer genom antiseptiska medel. Särskild betydelse för aseptikens införande hade den ungerske läkaren Ignaz Semmelweiss.
Ordet aseptik kommer från negationsprefixet a- och σήπω, "ruttna", "förmultna"; således innebär aseptik att göra fri från röta, fri från bakterier.
En arbetsteknik vid operativa ingrepp och sårbehandling som förhindrar förorening med bakterier utan användning av kemiska desinfektionsmedel.
Ett aseptiskt tillvägagångssätt inom sjukvården innebär att bygga barriärer mellan det friska och det smittade.